# Campillo de Aranda (kommunhuvudort)
Campillo de Aranda är en kommunhuvudort i Spanien.   Den ligger i provinsen Provincia de Burgos och regionen Kastilien och Leon, i den centrala delen av landet, 130 km norr om huvudstaden Madrid. Campillo de Aranda ligger 913 meter över havet och antalet invånare är 186.
Terrängen runt Campillo de Aranda är huvudsakligen platt. Campillo de Aranda ligger uppe på en höjd. Runt Campillo de Aranda är det glesbefolkat, med 8 invånare per kvadratkilometer. Närmaste större samhälle är Aranda de Duero, 7,5 km nordost om Campillo de Aranda. Trakten runt Campillo de Aranda består till största delen av jordbruksmark.